# Wilhelmus Marinus Bekkers

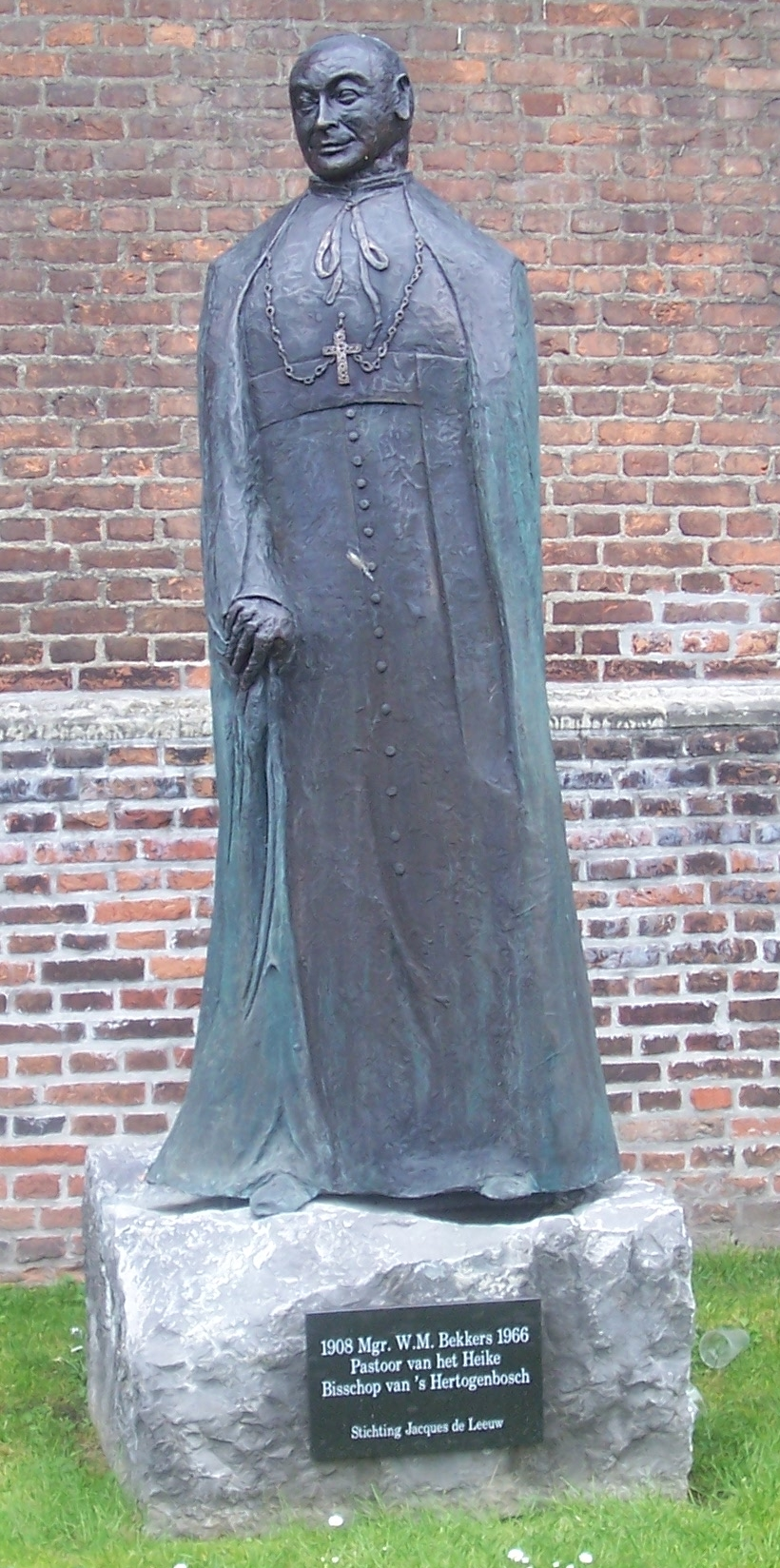
Standbeeld te Tilburg, bij de Heikese kerk

Wilhelmus Marinus Bekkers (Sint-Oedenrode, 20 april 1908 – Tilburg, 9 mei 1966) was een Nederlands rooms-katholiek bisschop. Bekkers (onder vrienden: Rinie) werd in 1957 coadjutor en titulair-bisschop van Thasos. Hij was bisschop van het bisdom 's-Hertogenbosch van 27 juni 1960 tot 9 mei 1966.

## Loopbaan
Bekkers begon zijn loopbaan in 1933 als kapelaan in een arbeidersparochie te 's-Hertogenbosch. Vanaf 1939 was hij rector van verschillende instituten. In 1956 was hij korte tijd pastoor te Tilburg voordat hij in 1957 benoemd werd tot coadjutor van Wilhelmus Mutsaerts, zijn voorganger als bisschop van 's-Hertogenbosch. Bekkers koos een wapenspreuk die hem kenmerkte: Caritas pro armis, de liefde als wapen.
Monseigneur Bekkers, van huis uit een eenvoudige, vrome boerenzoon, betoogde modernistische opvattingen in verschillende morele kwesties. Volgens Bekkers moest de Kerk niet een strenge moraal voorschrijven, maar tegemoetkomen aan de wensen van de gelovigen. Zijn opvattingen werden meer ingegeven door pastorale overwegingen dan door wetenschappelijke bezinning. Spraakmakend was zijn mening over de geboorteregeling die hij verwoordde op 21 maart 1963. Bekkers vond dat gelovigen zelf moesten beslissen over het gebruik van de anticonceptiepil. Zonder het woord 'anticonceptiepil' te gebruiken, benadrukte Bekkers dat ouders hun eigen geweten moeten volgen bij het bepalen van het kindertal.
Bekkers stopte informatie over geestelijken die seksuele vergrijpen hadden begaan in een geheim archief.

## Ziekte, overlijden en nagedachtenis
Aan het eind van zijn leven was Bekkers een populair en geliefd bisschop met landelijke bekendheid. Zijn bekendheid was mede het gevolg van zijn optreden voor de actualiteitenrubriek Brandpunt van de KRO op de Nederlandse televisie. Aan kardinaal Alfrink, aartsbisschop van Utrecht, op en top diplomatiek, wars van elk populisme, autocratisch, waren Bekkers' eigenzinnige televisieoptredens absoluut niet besteed. Dat gold met name Bekkers' opmerkingen over de gewetensvrijheid van echtparen. Alfrink achtte Bekkers' uitlatingen in strijd met de kerkelijke leer en had zich bovendien gestoord aan het feit dat Bekkers over deze zaken geen enkel overleg had gevoerd. Voordien was de betrekking tussen beiden - die in alle opzichten elkaars tegenpolen waren - hartelijk begonnen. Nadien bekoelden de betrekkingen aanzienlijk. Zo sprak de kardinaal - toen hij in Rome een foto van bisschop Bekkers te paard onder ogen kreeg - smalend: Dat paard ziet er heel intelligent uit.
Bekkers overleed op 9 mei 1966 aan een hersentumor. Bij de uitvaart in de Bossche Sint-Janskathedraal stond een grote schare prelaten op het priesterkoor plus één dominee in zwarte toga: ds. N.K. van den Akker, (1917-2000). Het markeerde de jarenlange oecumenische vriendschap tussen de twee. Van den Akker sprak bij die gelegenheid een persoonlijk gebed uit. In aanwezigheid van Bekkers' moeder en met duizenden langs de kant van de weg werd hij in zijn geboortedorp Sint-Oedenrode begraven, achter de Sint-Martinuskerk, waar zijn graf een prominente plaats inneemt. Hoofdcelebrant bij de requiemmis was kardinaal Alfrink, die zich op Bekkers ziekbed met hem had verzoend. In de mis, die rechtstreeks door de KRO werd uitgezonden noemde Alfrink hem deze mens, die zoveel goedheid, hoop en vertrouwen rond zich verspreid had.
De verering voor de gestorven bisschop kwam onder meer tot uiting in een maandenlang aanhoudend druk bezoek aan zijn graf in Sint Oedenrode, dat bijna een pelgrimsoord werd.

## Trivia

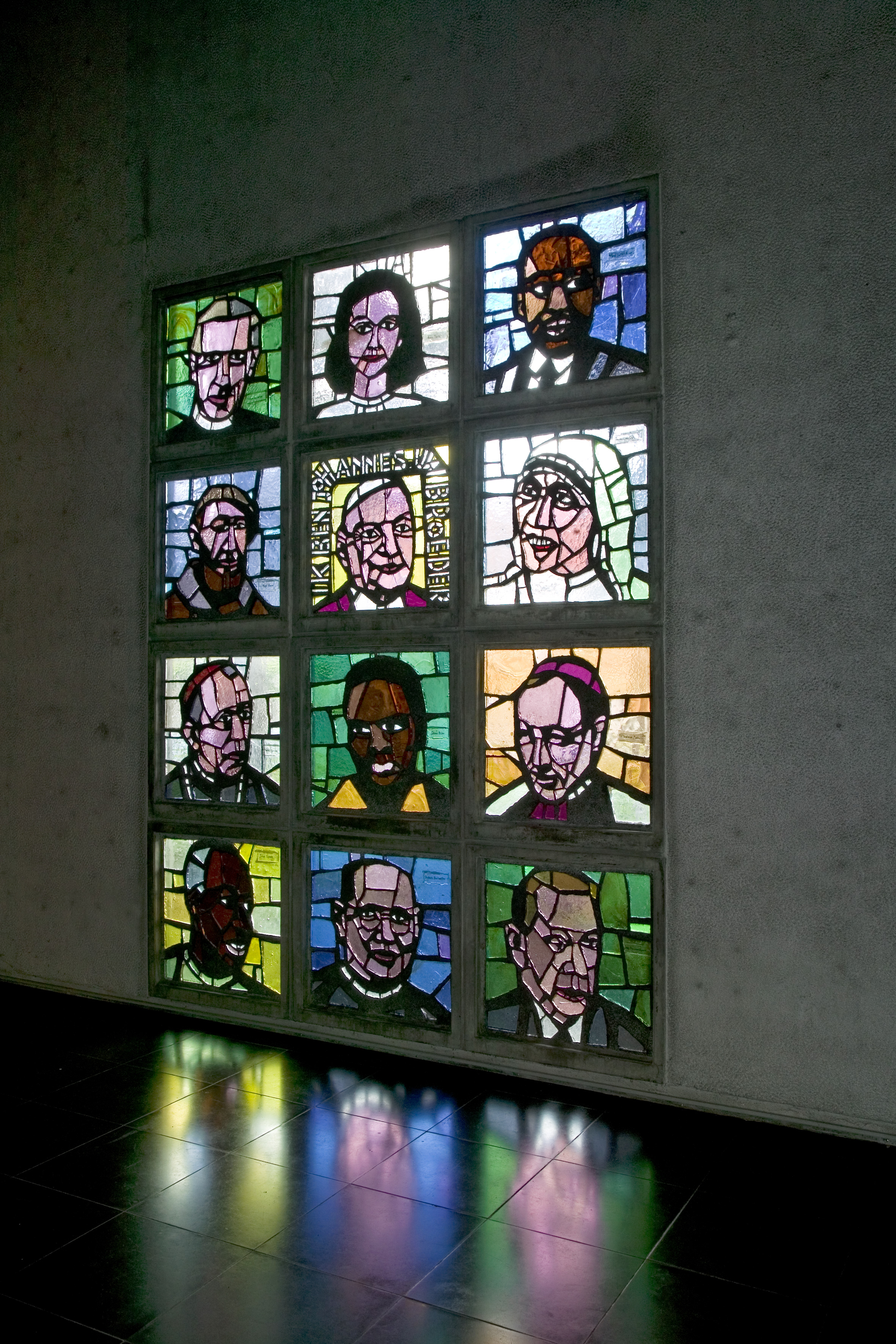
Bekkers (derde rij rechts) als moderne heilige in de Sint-Annakerk (Heerlen)

- In het liedje "De Straatnaambordjesblues" zingt Harrie Jekkers over de monseigneur Bekkerslaan en beschrijft hij hoe hij in de paal van het bordje klimt en de "B" vervangt door een "J", zodat het de "monseigneur Jekkerslaan" wordt.
- In Eindhoven staat een school die de naam draagt van Wilhelmus Marinus Bekkers, te weten het Lyceum Bisschop Bekkers.
- In Veendam, Amsterdam en Spijkenisse dragen een rooms-katholieke basisschool de naam van Wilhelmus Marinus Bekkers, te weten de Mgr. Bekkersschool.
- Een scoutinggroep uit Son en Breugel voert de naam van Wilhelmus Marinus Bekkers, te weten Scouting Mgr. Bekkersgroep.
- Na zijn overlijden verscheen er onder het platenlabel van Philips een langspeelplaat met preken, toespraken, interviews en een lied uit de uitvaartdienst van mgr. Bekkers. De baten van deze lp kwamen ten goede aan de zielzorg en het maatschappelijk werk onder de woonwagenbewoners in Nederland.

## Publicaties van Bekkers
- W.M. Bekkers: Liturgievernieuwing. Den Bosch, Centraal Secretariaat Pastorale Gesprekken, 1965
- W.M. Bekkers: Gods volk onderweg. Gedachten van een bisschop. Gekozen en ingel. door Michel van der Plas. Utrecht, De Fontein, 1964. 
(2e druk, 1966, onder de titel: Bisschop Bekkers. Negen jaar met Gods volk onderweg)
- (en)  Mgr. Willem Bekkers: God's people on the way. Compiled by Michel van der Plas; introd. by Robert Adolfs; transl. by Catherine Jarrott. London, Burnes & Oates, 1966
- (en)  W.M. Bekkers: God's people on the march. A modern bishop speaks to his people. Transl. by Catherine Jarrott ; with an introd. by Michel van der Plas. Techny (IL), 1968
- (de)  W.M. Bekkers: Unterwegs mit dem Volk Gottes. Kirche im Aufbruch. Mit einer biographischen Einl. von Erwin Kleine. Kevelaer, 1968
- W.M. Bekkers: Barmhartigheid en biecht. Rede. Den Bosch, Analecta, 1963
- W.M. Bekkers: De Katholieke actie en haar taak in ons herrijzend vaderland. Eindhoven, Het Hooghuis, 1945

## Publicaties over Bekkers
- J.W.M. Peijnenburg: Een gewone bisschop voor gewone mensen. Bisschop Bekkers 13e bisschop van 's-Hertogenbosch (1960-1966). 's-Hertogenbosch, Uitgeverij Betsaida, 2016. ISBN  9789491991226
- Bisschop Bekkers 1908-1966 . Een hartstochtelijk priesterleven. Samenst. Kees Hakvoort, Peter Steffen en Jan Walravens; met bijdragen van Jan Bluyssen, Peter Nissen en Gerard Rooijakkers. Alphen aan de Maas, Veerhuis, 2006. ISBN 9789087300036
- Nico van Hees: Bisschop Bekkers, vriend van ons allen. Amsterdam, Becht, 1966. Geen ISBN. (3e druk 1967)